# インスピレーションレーク

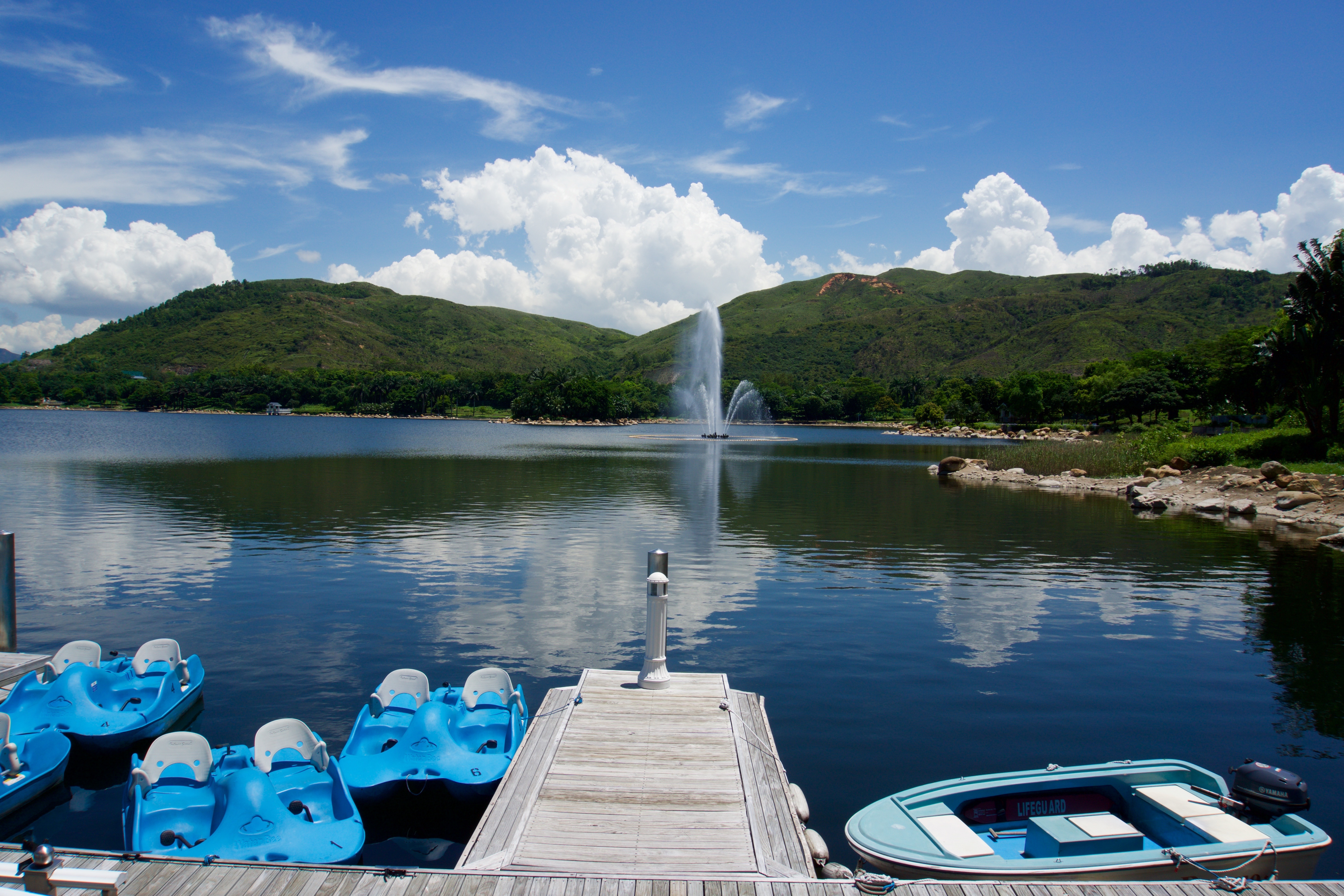
インスピレーションレーク

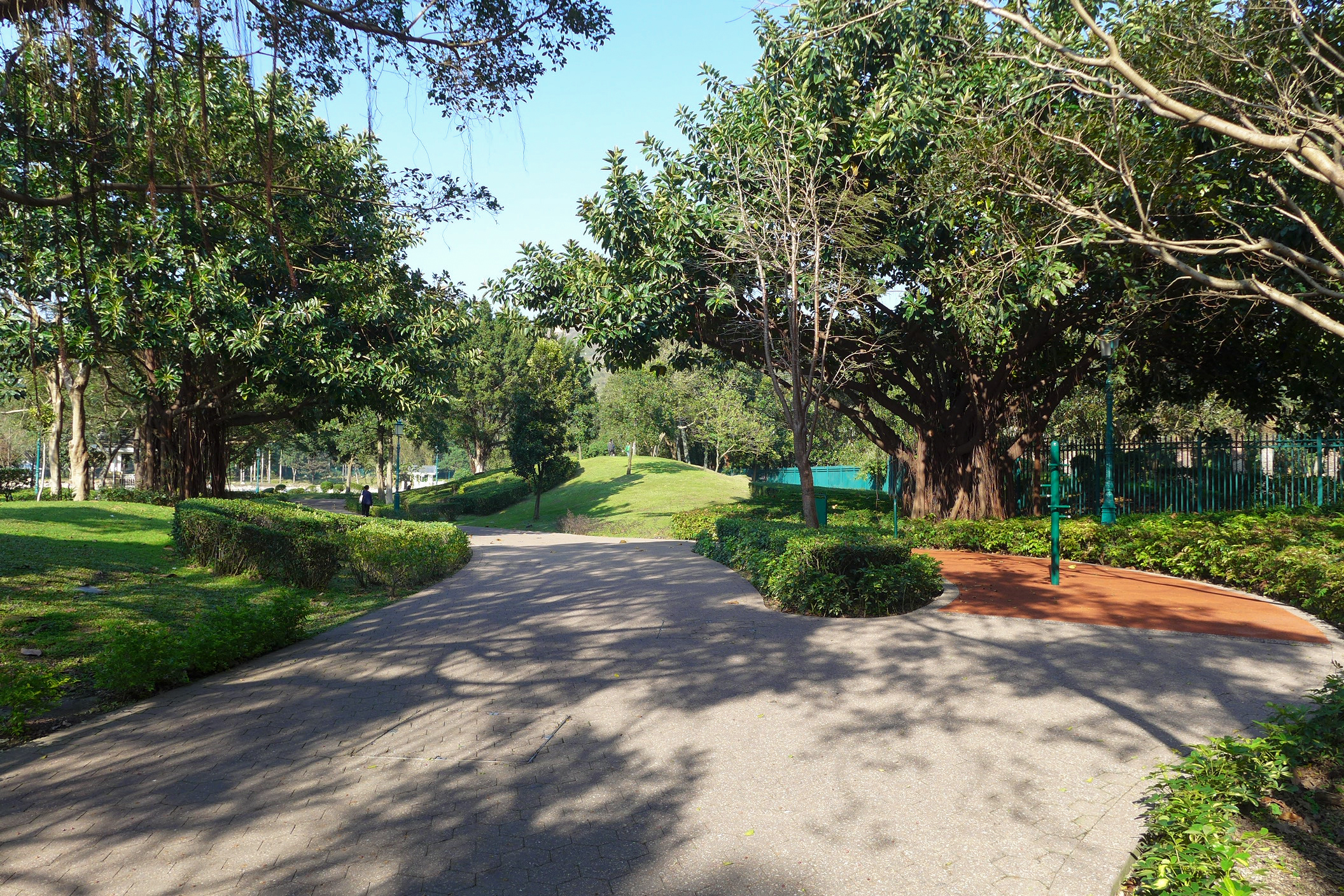
レクリエーションセンター

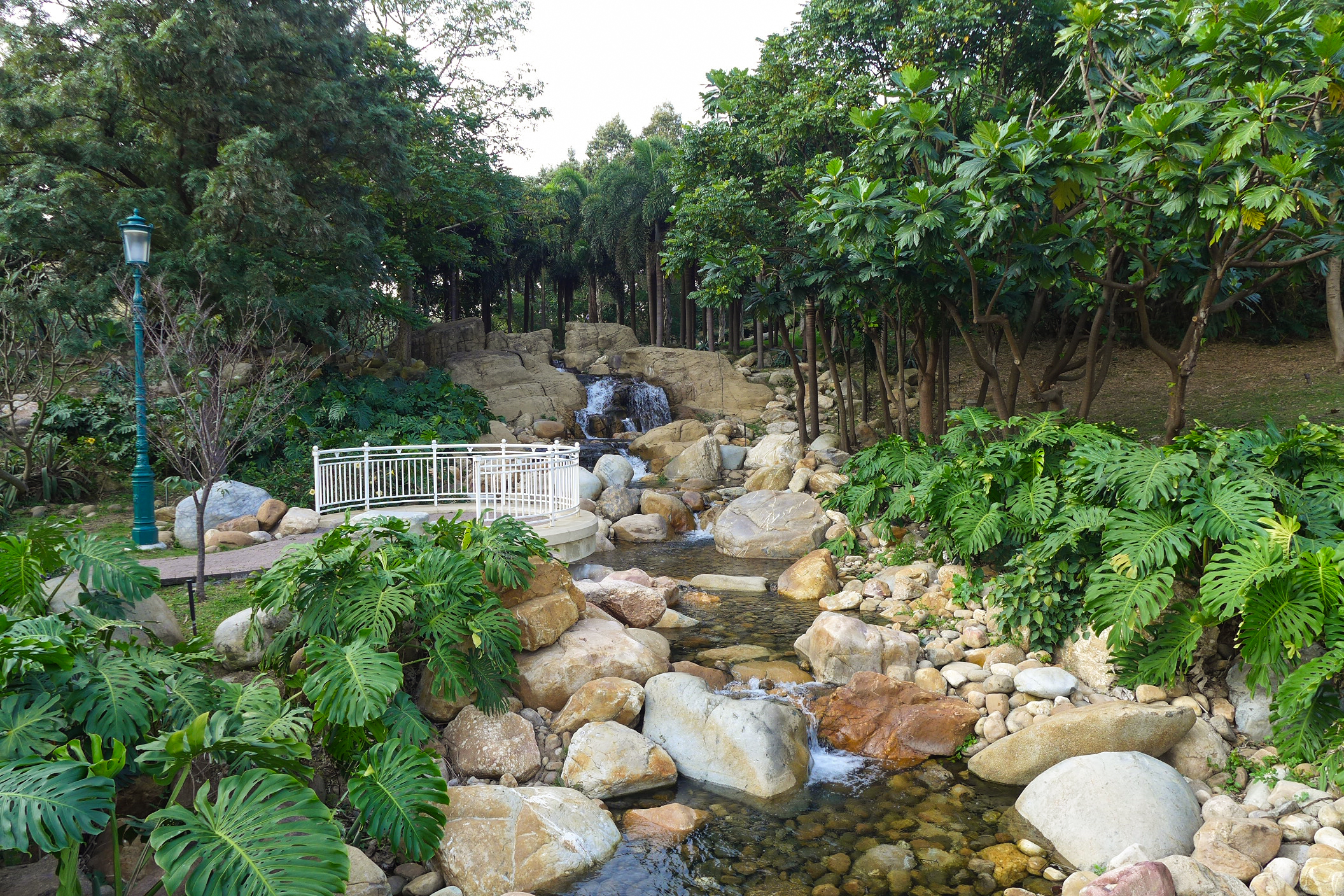
人工滝

インスピレーションレーク（Inspiration Lake）は、香港ディズニーランドと共に香港ディズニーランド・リゾートを構成する、人造湖と付随する施設群である。施設の正式名称は、インスピレーションレーク・レクリエーションセンター（The Inspiration Lake Recreation Centre）。

## 施設
- 名称：インスピレーションレーク・レクリエーションセンター（Inspiration Lake Recreation Centre）
- 所在地：香港特別行政区荃湾区ランタオ島ペニー湾
- 開園日：2005年8月16日

## 概要
30ヘクタールの敷地に12ヘクタールの人造湖と数多くの滝や渓流、深い森林などを配したレクリエーションと湾岸造成を目的として作られた公園で、1500mのジョギングコースやジム施設、スパ施設などを擁する。
インスピレーションレクリエーションは2つ目のプロジェクトとして、隣接する香港ディズニーランド・リゾート内の一環として開発された。
インスピレーション湖は、香港政府によって建設され、香港インターナショナルテーマパークによって管理されている。

## 時間
年中無休で09:00-19:00。入場は無料。